# 기무라 가메지
기무라 가메지(일본어: 木村龜二, 1897년 11월 5일 ~ 1972년 3월 15일)는 일본의 형법학자이다. 효고현에서 태어났으며, 마키노 에이이치와 함께 주관주의 형법학의 대가로 알려져 있다.
1921년 도쿄 제국대학 법학부를 졸업하고 호즈미 시게토의 추천으로 도쿄 제대 법학부 조수가 되어 법리학 연구를 시작한다. 1926년에는 규슈 제국대학 교수가 되지만, 1927년에 큐다이 사건으로 대학에서 물러난다. 이후 당시 도쿄 제대 교수였던 마키노 에이이치의 권유로 그의 연구실에서 주로 형법학과 형사정책학의 연구에 주력하게 된다. 1931년에 호세이 대학 교수에 취임하고, 1936년에는 도호쿠 제국대학 교수가 되었다. 제2차 세계 대전이 끝나고는 니가타 대학, 메이지 대학, 고마자와 대학 등의 교수를 지냈다.
1972년에 심부전으로 타계했다.

## 주요 저서
- 《형사정책의 제문제》刑事政策の諸問題, 유히카쿠, 1933년
- 《루소 민약론》ルッソー・民約論, 이와나미 쇼텐, 1935년
- 《형법해석의 제문제》刑法解釈の諸問題, 유히카쿠, 1939년
- 《형사정책의 기초이론》刑事政策の基礎理論, 이와나미 쇼텐, 1942년
- 《형법의 기초개념》刑法の基本概念, 유히카쿠, 1948년
- 《형법각론 (복간)》刑法各論（復刊）, 호문샤, 1957년
- 《전정 신 형법독본》全訂新刑法読本, 호문샤, 1959년
- 《형법개정과 세계사조 - 개정형법 준비초안의 검토 - 》刑法改正と世界思潮－改正刑法準備草案の検討－, 닛폰효론샤, 1965년
- 《범죄론의 신구조 (상·하)》犯罪論の新構造(上·下), 유히카쿠, 1966년·1968년
- 《형법총론〔증보판〕》刑法総論〔増補版〕, 유히카쿠, 1978년